# 紀和駅
紀和駅（きわえき）は、和歌山県和歌山市中之島にある、西日本旅客鉄道（JR西日本）紀勢本線の駅。
当初は「和歌山駅」であったが、市の代表駅・主要駅としての地位は早々に和歌山市駅や和歌山駅（旧・東和歌山駅）に移っている。

## 歴史

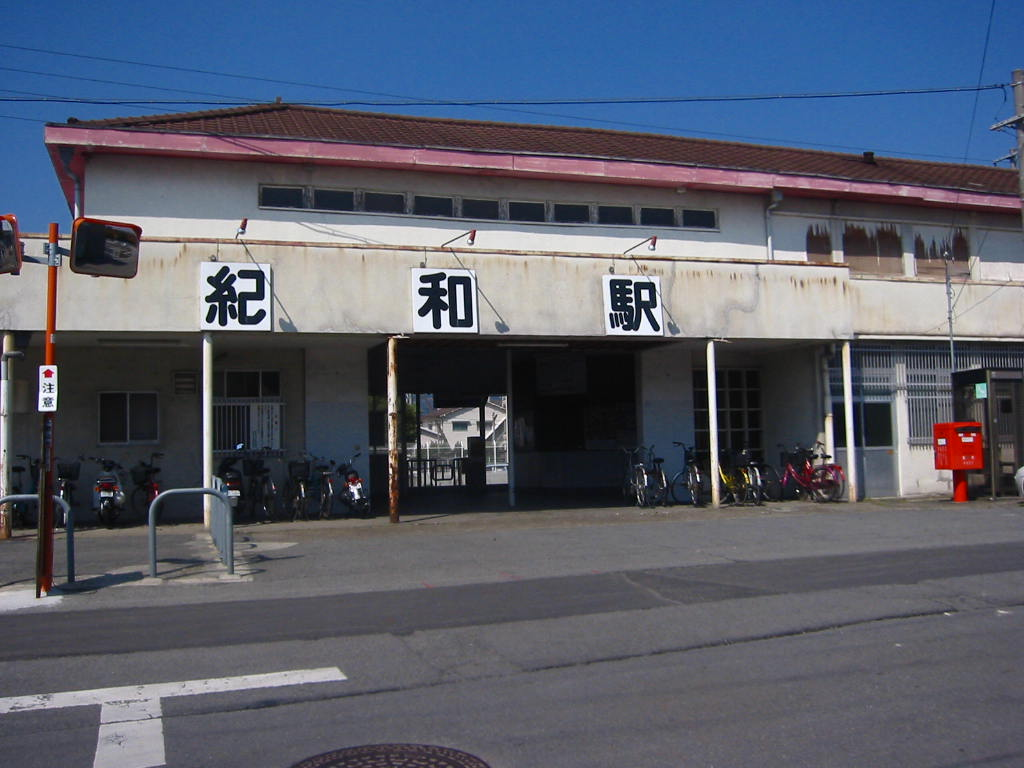
旧駅舎（2003年3月）

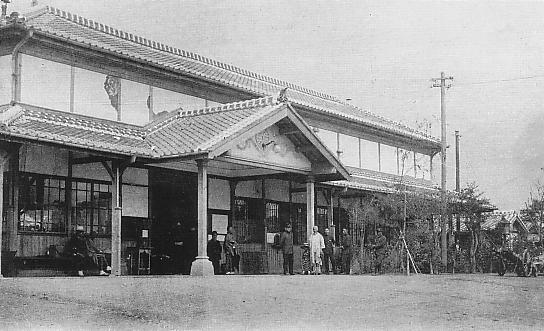
明治-大正時代と思われる和歌山駅（現・紀和駅）

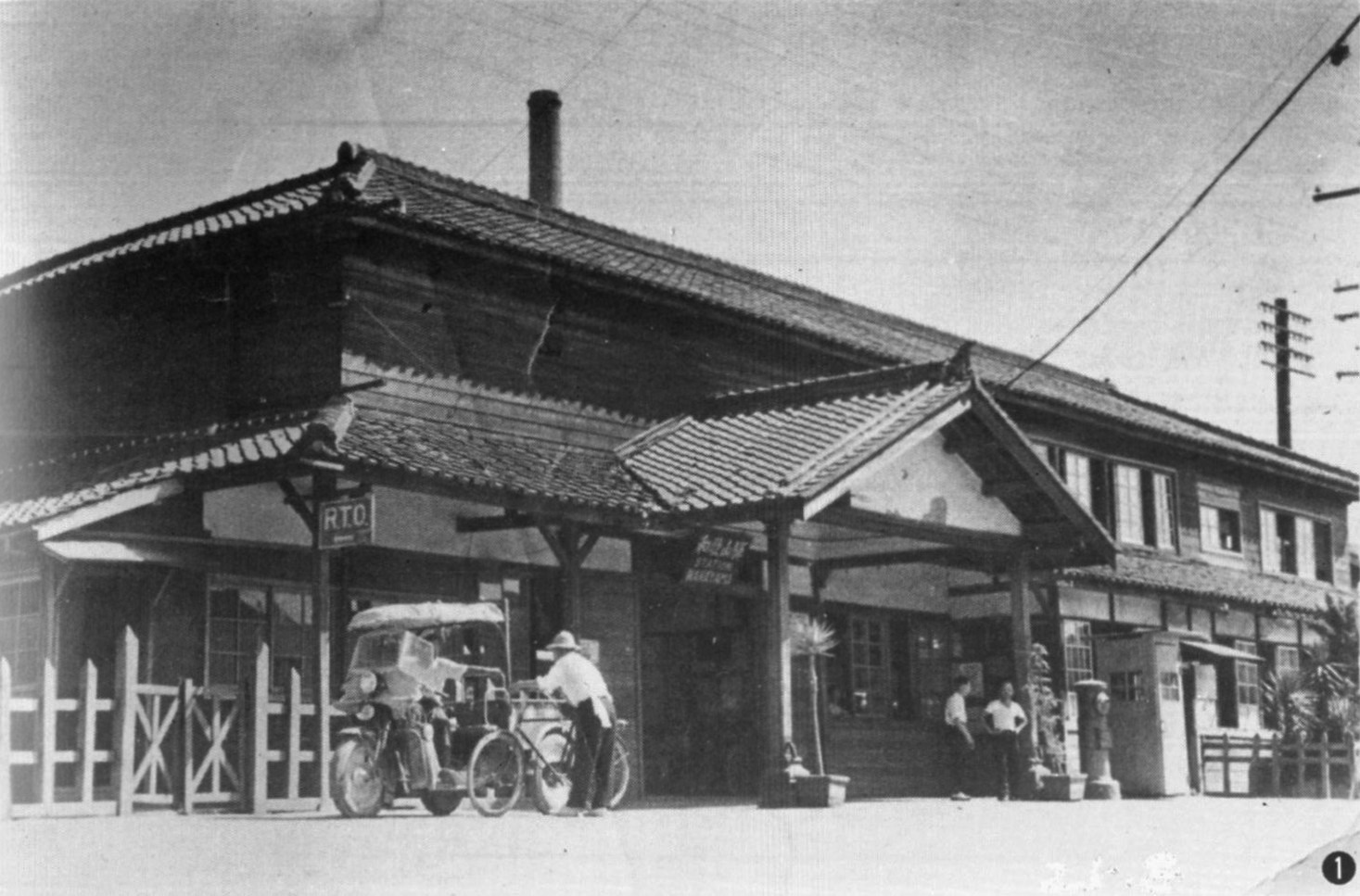
RTOが置かれていた当時の和歌山駅（現・紀和駅）（1946年）

1898年（明治31年）、当駅と船戸仮駅との間に開通した紀和鉄道の和歌山駅として開業。和歌山城下北東の外れに位置し、現在でこそ紀勢本線の一中間駅になっているが、開業当初は和歌山市の玄関口であり、最盛期には構内に和歌山機関庫をおき、東客車留置線の先端は阪和線築堤直下（紀伊中ノ島駅プラットホーム前、現JR社宅用地）に達する広大な用地を持っていた。しかし、開業からわずか5年後の1903年（明治36年）3月には、大阪市と直結する南海鉄道（現在の南海本線）が和歌山北口駅から南伸するとともに紀和鉄道も当駅から西伸して和歌山市駅が開業し、地域における当駅の重要性は早くも低下した。
1904年（明治37年）8月に紀和鉄道は関西鉄道に買収され、更に1907年（明治40年）10月には同社が国有化されたことで和歌山駅は国鉄の駅となった。当時国鉄は南海鉄道の国有化も予定しており、同社買収後は和歌山市駅の機能を当駅に移転し、建設中の紀勢西線や阪和電気鉄道も当駅発着とする「和歌山大停留場構想」が計画されていた。しかし南海の買収は失敗に終わり、またターミナル駅建設に要する巨費は紀勢西線建設に回すべきとの声が高まったことで計画は白紙となった。
1924年（大正13年）2月28日、紀勢西線が当駅から箕島駅まで開通し、和歌山線と紀勢西線の分岐駅となった。しかし、紀勢西線への直通運行のしやすさを重視した阪和電気鉄道が当駅ではなく東和歌山駅（現在の和歌山駅）との接続を選択し、1930年（昭和5年）6月16日に阪和東和歌山駅を開業させると、当駅の重要性はさらに低下した。そして阪和電気鉄道が南海鉄道山手線を経て1944年（昭和19年）11月に国有化されると、大阪 - 南紀ルートから外れた当駅に代わり、国鉄における和歌山のターミナル駅の座は完全に東和歌山駅へ移ることとなった。
1961年（昭和36年）7月1日に、和歌山線田井ノ瀬駅と東和歌山駅を結ぶ短絡線が開通した。当初は貨物支線だったが、のち旅客列車も運転されるようになり、1972年（昭和47年）3月15日から和歌山線のメインルートとなった。その一方、従来からあった田井ノ瀬駅から当駅までの路線が支線となったのち、1974年（昭和49年）10月に正式に廃止されたことにより当駅は和歌山線から外れ、紀勢本線の中間駅のひとつとなった。
こうして和歌山の中心駅としての地位を完全に失った当駅は、その駅名もまた東和歌山駅に譲ることとなり、1968年（昭和43年）2月1日、紀和駅に改称された（同年3月1日に東和歌山駅が和歌山駅に改称）。
1978年（昭和53年）には紀勢本線の新宮駅 - 和歌山駅間が、和歌山駅から和歌山市駅を残す形で電化され、箕島方面からの直通列車が激減した。
1985年（昭和60年）には列車交換設備を撤去されるとともに無人化された。高架化工事前にあった旧駅舎は木造モルタル塗りの大きなものだったが、解体直前には無人化の影響もあって荒廃していた。旧駅舎に掲示されていた建物財産標には「大正9年3月」と表示されていたが、幾度かの改築で完成時の面影は少なくなっていた。

### 年表
- 1898年（明治31年）5月4日：紀和鉄道の船戸仮駅から当駅までの開通に伴い同線の終着駅の和歌山駅（わかやまえき）として開業[1]。
- 1903年（明治36年）3月21日：紀和鉄道の当駅 - 和歌山市駅間が開業し、中間駅化[1]。
- 1904年（明治37年）8月27日：紀和鉄道が関西鉄道に買収される[1]。
- 1907年（明治40年）10月1日：関西鉄道が鉄道国有法により国有化され、帝国鉄道庁の駅となる[1]。
- 1909年（明治42年）10月12日：線路名称の制定により和歌山線の所属となる[1]。
- 1924年（大正13年）2月28日：紀勢西線が当駅から東和歌山駅（現在の和歌山駅）をへて箕島駅まで開業し分岐駅となる[5]。
- 1945年（昭和20年）9月24日：RTO（連合軍鉄道輸送事務所）が設置される[6]。
- 1959年（昭和34年）7月15日：三木里駅から新鹿駅までの開通で現在の紀勢本線が全通し新たに亀山駅と当駅の間が紀勢本線となり、当駅も国鉄紀勢本線および和歌山線の駅となる[5]。
- 1961年（昭和36年）7月1日：国鉄和歌山線の貨物支線が田井ノ瀬駅から東和歌山駅まで開通[1]。
- 1968年（昭和43年）2月1日：東和歌山駅に和歌山の名を譲るため現在の名称たる紀和駅（きわえき）に改称、東和歌山駅はこの一ヵ月後に和歌山駅に改称[1]。
- 1972年（昭和47年）3月15日：国鉄和歌山線の貨物支線であった田井ノ瀬駅から和歌山駅までの旅客営業を開始[1]。和歌山線のすべての定期旅客列車が和歌山駅に直通となり、同時に和歌山線の当駅から和歌山市駅までが紀勢本線に編入[1]。これに伴い、当駅の所属線が和歌山線から紀勢本線に変更される[7]。
- 1974年（昭和49年）10月1日：和歌山線の支線となっていた田井ノ瀬駅から紀伊中ノ島駅をへて当駅までの路線が廃止[1]。
- 1980年（昭和55年）4月1日：紀和駅荷物センターが開設（1986年に廃止）。
- 1984年（昭和59年）10月1日：和歌山駅 - 和歌山市駅間が電化開業する。
- 1985年（昭和60年）3月14日：急行「きのくに」廃止に伴い、当駅を発着する優等列車が消滅。無人駅化[8][9]。
- 1987年（昭和62年）4月1日：国鉄分割民営化により西日本旅客鉄道（JR西日本）に承継[5]。
- 2006年（平成18年）2月10日：高架化工事に伴い、仮設ホームを使用開始。
- 2008年（平成20年）10月4日：高架化工事が完成し、高架駅となる[10][11]。
- 2017年（平成29年）7月15日：ICカード「ICOCA」の利用が可能になる[12][13]。

### 鉄道唱歌
1900年（明治33年）に大和田建樹が作詞した鉄道唱歌第5集（関西・参宮・南海篇）49,50番の歌詞にて、当駅が登場する。
(49番)親のめぐみの粉河より 叉乗る汽車は紀和の線舟戸田井ノ瀬うちすぎて 和歌山みえし嬉しさよ 
(50番)紀ノ川口の和歌山は 南海一の都会にて宮は日前国懸 旅の心の名草山  

## 駅構造

1961年当時の和歌山駅構内（写真やや左）。

かつては単式・島式2面3線のホームを有していたが、1985年（昭和60年）3月からは島式ホームが廃止され、単式ホーム1面1線のみをもつ構造（停留所）となった。そして、駅周辺の立体交差化に伴い2008年（平成20年）10月に高架化され、エレベータも設置された。なお、工事期間中は2両分しかない仮ホームを北側に仮設していた。
和歌山市の玄関口としての雰囲気を残していた駅舎は、高架化工事のため解体された。2017年7月15日より、ICOCAなどのICカードが利用可能となっている。
当駅は和歌山駅管理の無人駅である。停車列車はすべてワンマン運転であるが、当駅ではすべてのドアが開く（運転士は集札に関与しない都市型ワンマン）。トイレは駅舎内にはないが、駅前の公園にトイレが設置されている。

## 利用状況
2022年（令和4年）度の1日平均乗車人員は132人である。
駅は市街地に近接した立地だが、1時間に上下各1 - 2本の列車しかないほか繁華街からも外れていることもあり利用者は少ない。
近年の1日平均乗車人員は以下の通り。
| 年度               | 1日平均 乗車人員 |
| ------------------ | ---------------- |
| 1998年（平成10年） | 108              |
| 1999年（平成11年） | 86               |
| 2000年（平成12年） | 79               |
| 2001年（平成13年） | 71               |
| 2002年（平成14年） | 59               |
| 2003年（平成15年） | 64               |
| 2004年（平成16年） | 66               |
| 2005年（平成17年） | 71               |
| 2006年（平成18年） | 70               |
| 2007年（平成19年） | 64               |
| 2008年（平成20年） | 67               |
| 2009年（平成21年） | 71               |
| 2010年（平成22年） | 67               |
| 2011年（平成23年） | 73               |
| 2012年（平成24年） | 65               |
| 2013年（平成25年） | 102              |
| 2014年（平成26年） | 95               |
| 2015年（平成27年） | 108              |
| 2016年（平成28年） | 108              |
| 2017年（平成29年） | 121              |
| 2018年（平成30年） | 127              |
| 2019年（令和元年） | 136              |
| 2020年（令和2年）  | 116              |
| 2021年（令和3年）  | 129              |
| 2022年（令和4年）  | 132              |

## 駅周辺
- 国道24号
- 国道26号（第二阪和国道）
- 紀の国大橋
- ぶらくり丁商店街
- 和歌山市立中之島小学校
- 紀和駅前公園
- 和歌山中之島郵便局
- 和歌山バス「嘉家作」停留所 - 楠見線

## 隣の駅
西日本旅客鉄道（JR西日本）
■紀勢本線
和歌山駅 - 紀和駅 - 和歌山市駅

### かつて存在した路線
日本国有鉄道
和歌山線（旧線）
紀伊中ノ島駅 - 紀和駅